# The Birdnest Years
The Birdnest Years är ett samlingsalbum som släpptes 10 januari 2001. Det samlar alla låtar som Robert Johnson and Punchdrunks släppte på etiketten Strange Edge/Birdnest Records, samt ett antal tidigare outgivna låtar från denna period.

## Låtar på albumet
1. Buzz Aldrin
2. Tigercharm
3. The Whip
4. Camelwalk
5. Surfbeat
6. Jack The Ripper
7. Hangin' One
8. Asiatic Flu
9. Thunder
10. Punchdrunks Drives A Dragster
11. Ghost Train
12. Long Ride
13. Ramblin' Reckless Hobo
14. Bird Bath
15. Have Guitar Will Travel
16. Ali Boom A Lay
17. Ramrod
18. Wipe-out
19. Safari
20. Genocide
21. Mustang
22. Hoss
23. Triggerhappy
24. Rumbleweed
25. 2000 Ib Bee
26. Dragster
27. Getaway
28. Thrilla In Manila
29. Aloha From Havana
30. Lex Luthor
31. The Fuzz
32. Les Adventures de Tintin
33. Theme From The Persuaders
34. Link's Voodoo
35. Spy vs Spy
36. Do The Punch
37. Garlic Chicken & Shots
38. Cecilia Ann
39. Stuck In Tunisia
40. I'm Branded
41. Gladys' Pills
42. Lothar Goes Berserk
43. Dope Safari In Casbah
44. Crossfire
45. Jungle Run
46. Drums Fell Off The Cliff
47. Lynxtail
48. Nightrider
49. Bo Diddley On The Catwalk
50. Comanche